# Тельюрайд (Колорадо)
Тельюрайд (англ. Telluride) — місто (англ. town) в США, в окрузі Сан-Мігель штату Колорадо. Населення — 2561 особа (2020).

## Географія
Тельюрайд розташований за координатами 37°56′24″ пн. ш. 107°49′4″ зх. д. / 37.94000° пн. ш. 107.81778° зх. д. (37.940081, -107.817701).  За даними Бюро перепису населення США в 2010 році місто мало площу 1,91 км², уся площа — суходіл. В 2017 році площа становила 5,65 км², уся площа — суходіл.

### Клімат
Місто знаходиться у зоні, котра характеризується континентальним субарктичним кліматом. Найтепліший місяць — липень із середньою температурою 15.1 °C (59.2 °F). Найхолодніший місяць — січень, із середньою температурою -6 °С (21.2 °F).
| Клімат Тельюрайда       | Клімат Тельюрайда | Клімат Тельюрайда | Клімат Тельюрайда | Клімат Тельюрайда | Клімат Тельюрайда | Клімат Тельюрайда | Клімат Тельюрайда | Клімат Тельюрайда | Клімат Тельюрайда | Клімат Тельюрайда | Клімат Тельюрайда | Клімат Тельюрайда | Клімат Тельюрайда |
| Показник                | Січ.              | Лют.              | Бер.              | Квіт.             | Трав.             | Черв.             | Лип.              | Серп.             | Вер.              | Жовт.             | Лист.             | Груд.             | Рік               |
| Абсолютний максимум, °C | 14,4              | 18,3              | 27,2              | 25,6              | 28,3              | 32,8              | 35,6              | 32,8              | 31,1              | 29,4              | 22,8              | 18,9              | 35,6              |
| Середній максимум, °C   | 2,9               | 4,2               | 6,3               | 11,1              | 16,6              | 22,4              | 24,9              | 23,4              | 20,4              | 15,1              | 8,1               | 3,4               | 13,2              |
| Середня температура, °C | −6                | −4,4              | −1,8              | 2,9               | 7,7               | 12,2              | 15,1              | 14,2              | 10,8              | 5,7               | −0,7              | −5,3              | 4,2               |
| Середній мінімум, °C    | −14,9             | −13,1             | −9,9              | −5,2              | −1,2              | 1,9               | 5,3               | 4,9               | 1,3               | −3,6              | −9,5              | −14               | −4,8              |
| Абсолютний мінімум, °C  | −35,6             | −37,8             | −28,9             | −23,3             | −16,1             | −9,4              | −3,3              | −6,7              | −12,8             | −17,8             | −30               | −35               | −37,8             |
| Норма опадів, мм        | 41                | 43                | 55                | 56                | 45                | 30                | 62                | 74                | 54                | 49                | 39                | 39                | 586               |
| Днів з опадами          | 9                 | 9                 | 11                | 10                | 9                 | 6                 | 13                | 15                | 9                 | 8                 | 7                 | 8                 | 114               |
| Днів зі снігом          | 9,4               | 9,5               | 10,4              | 6,8               | 2,3               | 0,1               | 0                 | 0                 | 0,4               | 2,9               | 7,3               | 9,5               | 58,6              |
| ----------------------- | ----------------- | ----------------- | ----------------- | ----------------- | ----------------- | ----------------- | ----------------- | ----------------- | ----------------- | ----------------- | ----------------- | ----------------- | ----------------- |
| Джерело: Weatherbase    |                   |                   |                   |                   |                   |                   |                   |                   |                   |                   |                   |                   |                   |

## Демографія
Згідно з переписом 2010 року, у місті мешкало 2325 осіб у 1086 домогосподарствах у складі 436 родин. Густота населення становила 1217 осіб/км².  Було 2070 помешкань (1083/км²).
Расовий склад населення:
| - 90,5 % — білих - 1,2 % — азіатів - 1,1 % — корінних американців - 0,4 % — чорних або афроамериканців - 5,3 % — осіб інших рас |

До двох чи більше рас належало 1,6 %. Частка іспаномовних становила 9,4 % від усіх жителів.
За віковим діапазоном населення розподілялося таким чином: 18,0 % — особи молодші 18 років, 77,0 % — особи у віці 18—64 років, 5,0 % — особи у віці 65 років та старші. Медіана віку мешканця становила 35,9 року. На 100 осіб жіночої статі у місті припадало 123,6 чоловіків;  на 100 жінок у віці від 18 років та старших — 129,9 чоловіків також старших 18 років.
Середній дохід на одне домашнє господарство  становив 84 597 доларів США (медіана — 62 000), а середній дохід на одну сім'ю — 90 339 доларів (медіана — 69 659). Медіана доходів становила 46 719 доларів для чоловіків та 37 096 доларів для жінок. За межею бідності перебувало 9,7 % осіб, у тому числі 13,7 % дітей у віці до 18 років та 0,0 % осіб у віці 65 років та старших.
Цивільне працевлаштоване населення становило 1439 осіб. Основні галузі зайнятості: мистецтво, розваги та відпочинок — 41,5 %, науковці, спеціалісти, менеджери — 11,1 %, будівництво — 9,7 %.